# Merendera filifolia
Merendera filifolia, é uma espécie de planta com flor, bolbosa, geófita, pertencente à família das colquíceas.
Dá pelos nomes comuns de noselha e quita-merendas.

## Descrição
Trata-se de uma planta herbácea perene, composta por um bolbo, o qual é, tecnicamente, um tubérculo oblongo-ovóide ou simplesmente ovóide.
Este tubérculo-bolbo mede entre um centímetro e meio a dois centímetros de comprimento por um centímetro de altura e encontra-se revestido com membranas de coloração pardacenta, chamadas túnicas, que se podem prolongar até 2 a 5 centímetros acima do tubérculo-bolbo.
Tem um hipogeu quase imperceptível, que fica mais visível a cerca de 3 centímetros, por ora da floração, e a cerca de 6 centímetros, por ora da frutificação. Os catáfilos têm um ápice livre, que pode ser obtuso ou truncado.
As folhas são lineares, compridas e estreitas, podem chegar aos 10 centímetros de comprimento, nunca medindo mais de três milímetros de largura, com ponta aguda ou obtusa, aparecendo quase ao mesmo tempo que as flores.
As flores são solitárias, raramente surgem 2 por bolbo. Aparecem no Outono, são subsésseis ou com um pedicelo que pode chegar até 10 milímetros. As tépalas têm limbo de  25-40 mm x 2-5 mm, e são de formato oblongo-elíptico ou estreitamente elíptico, só muito raramente assumindo um formato obtuso. São de coloração lilás ou rosada uniforme, que é uma característica que as distingue das da dama-nua, cujas pétalas assumem uma coloração de padrão mais axadrezado. As anteras são curtas, normalmente até mais curtas do que os filetes.
Floresce de Outubro a Novembro.
Os estames chegam sensivelmente a metade do comprimento do limbo das tépalas; os filamentos são filiformes; as anteras têm dimensões na ordem do 5,5 a 8 milímetros, são basifixas e exibem uma cor amarelada.
Quanto aos frutos, as cápsulas  são oblongas ou elipsóides, com  8 a 12 milímetros de comprimento e pedicelo escapiforme .
Tem um número de cromossomas de 2n = 54.
Distribui-se pelo Mediterrâneo Ocidental.

## Portugal
Trata-se de uma espécie presente no território português, nomeadamente em Portugal Continental. Mais concretamente, nas zonas do Centro-Oeste olissiponense; do Sudeste Meridional e do Barrocal Algarvio.
Em termos de naturalidade é nativa da região atrás referidas.

## Ecologia
Encontra-se em terrenos sáfaros, bouças e charnecas, privilegiando os solos de substracto ácido ou descarbonatado.
A Merendera filifolia foi descrita por (Cambess.) Stef. e publicada na obra Sborn. B'lghar. Akad. Nauk 22: 58. 1926.

## Sinonímia
- Colchicum filifolium Cambess.
- Bulbocodium balearicum Nyman
- Bulbocodium filifolium (Cambess.) Cuatrec.
- Bulbocodium fontanesii Heynh.
- Merendera filifolia Cambess.
- Merendera filifolia var. atlantica Chabert
- Merendera linifolia Munby[6][7]